# Enchylaena
Enchylaena é um género botânico pertencente à família Amaranthaceae.

## Espécies
- Enchylaena borysthenis
- Enchylaena brevifolia
- Enchylaena decalvans
- Enchylaena falcatula
- Enchylaena lanata
- Enchylaena marginata
- Enchylaena micrantha
- Enchylaena microphylla
- Enchylaena paradoxa
- Enchylaena patens
- Enchylaena physophora
- Enchylaena pubescens
- Enchylaena tamariscina
- Enchylaena tomentosa
  - Enchylaena tomentosa var. glabra
  - Enchylaena tomentosa var. leptophylla
  - Enchylaena tomentosa var. tomentosa
  - Enchylaena tomentosa var. typica
  - Enchylaena tomentosa var. villosa
- Enchylaena villosa